# Mağusa Türk Gücü Spor Kulübü
El Mağusa Türk Gücü Spor Kulübü és un club de futbol turc-xipriota de la ciutat de Famagusta.
El Mağusa Türk Gücü vesteix els colors groc i verd i juga al Dr. Fazıl Küçük Stadyumu.
A més del futbol, el club té seccions de voleibol i escacs.

## Palmarès
- Lliga turco-xipriota de futbol:[3][4]
  - 1968-69, 1976-77, 1978-79, 1979-80, 1981-82, 1992-83, 2005-06, 2015-16, 2018-19, 2019-20, 2021-22, 2022-23
- Copa turco-xipriota de futbol:[5]
  - 1961, 1977, 1979, 1983, 1987
- Cumhurbaşkanlığı Kupası (supercopa):
  - 1983, 1986